# Heriaeus buffonopsis
Heriaeus buffonopsis es una especie de araña cangrejo del género Heriaeus, familia Thomisidae. Fue descrita científicamente por Loerbroks en 1983.

## Distribución
Esta especie se encuentra en Asia Central.